# Вихарева Лідія Миколаївна
Лідія Миколаївна Ви́харева (нар. 7 липня 1936, Калуга) — українська майстриня художнього скла, живописець; член Спілки радянських художників України з 1986 року. Дружина художника Олексія Вихарева.

## Біографія
Народилася 7 липня 1936 року в місті Калузі (нині Росія). 1956 року закінчила Одеське художнє училище, де навчалася у Миколи Павлюка, Володимира Путейко, Ірини Сакович.
Після здобуття фахової освіти працювала майстром-живописцем художнього цеху, з 1961 — художником-дизайнером експериментальної лабораторії на Львівському склозаводі № 1. Член КПРС з 1961 року. У 1983 році нагороджена Почесною грамотою Президії Верховної Ради УРСР. Упродовж 1994—1996 років — художниця ЗАТ «Гута» у селищі Ходовичах Стрийського району Львівської області. Живе у Львові в будинку на вулиці Любінській, № 94.

## Творчість
Працювала у галузі живопису, декоративно-ужиткового мистецтва (художнє скло). Зі скла та кришталю виготовляла декоративні вази, набори для напоїв, келихи. Розробила близько 500 найменувань побутового посуду, декоративних сувенірно-подарункових скловиробів. Серед робіт:
- декоративні вази — «Іванко і Марічка (Лісова пісня)» (1967), «Гуцульська сюїта» (1968), «Азурит» (1970), «Квітка України» (1976), «Квітучі кактуси» (1976), «Квітка з полонини» (1978), ваза для фруктів «Східні мотиви» (1978), «Блакить» (1980);
- декоративне блюдо «Синевир» (1978);
- набори десертні — «Медовий» (1976), «Срібло зими» (1978), «Мімоза» (1980), подарунковий — «Бажаю щастя» (1983);
- столові сервізи — «Аметист» (1980), «Бурштин» (1980), для напоїв — «Вишенька» (1988).

Брала участь у художніх виставках-ярмарках, міжнародних виставках з 1959 року, обласних — 1963 року, всесоюзних — 1968 року, республіканських — з 1970 року. Персональна виставка відбулася у Львові у 1984 році.
Окремі роботи майстрині зберігаються у Національному музеї українського народного декоративного мистецтва у Києві, Музеї етнографії та художнього промислу у Львові.